# Bathyphantes lennoxensis
Bathyphantes lennoxensis là một loài nhện trong họ Linyphiidae.
Loài này thuộc chi Bathyphantes. Bathyphantes lennoxensis được Eugène Simon miêu tả năm 1902.